# Piadela
Piadela (llamada oficialmente Santo Estevo de Piadela) es una parroquia y una aldea española del municipio de Betanzos, en la provincia de La Coruña, Galicia. 

## Otras denominaciones
La parroquia también es conocida por el nombre de San Esteban de Piadela.

## Entidades de población
Entidades de población que forman parte de la parroquia:
- Guiliade
- Montellos
- Piadela
- Viladesuso (Vila de Suso)
- Viúxe

## Demografía

### Parroquia
| Gráfica de evolución demográfica de Piadela (parroquia) entre 2000 y 2018 |
|                                                                           |
| Datos según el nomenclátor publicado por el INE.                          |

### Aldea
| Gráfica de evolución demográfica de Piadela (aldea) entre 2000 y 2018 |
|                                                                       |
| Datos según el nomenclátor publicado por el INE.                      |